# KBC Bank Ireland
KBC Bank Ireland plc основан в 1973 как Irish Intercontinental Bank. 
В 1978 году бельгийский KBC Bank выкупает 75% банка. В 1999 KBC полностью пукупает Irish Intercontinental Bank. В 2008 году банк получил нынешнее название.
KBC Homeloans является лидером ипотечного кредитования в Ирландии.
На 31 декабря 2011 года активы KBC Bank Ireland составляли 18,6 млрд евро. По этому параметру он находился на 17-м месте среди финансовых компаний Ирландии и на 14-м месте среди банков страны. 
Исполнительным директором KBC Bank Ireland является Джон Рейнолдс (John Reynolds). В 2012 году он также занимает пост президента Ирландской банковской федерации (Irish Banking Federation).